# دهلیز ابتدایی
دِهلیز ابتدایی (انگلیسی: Primitive atrium) مرحله‌ای در تکوین جنینی قلب انسان است. این دهلیز به سرعت رشد می‌کند و تا حدودی پیاز قلبbulbus cordis را احاطه می‌کند. شیاری که پیاز قلب در مقابل آن قرار دارد، اولین نشانه تقسیم به دهلیزهای راست و چپ است.
حفره دهلیز ابتدایی توسط یک دیواره، به نام دیواره اولیهseptum primum، که به سمت پایین در حفره رشد می‌کند، به دو حفره راست و چپ تقسیم می‌شود.
برای مدتی، دهلیزها از طریق یک سوراخ، به نام سوراخ اولیه میان‌دهلیزیprimary interatrial foramen، در زیر لبه آزاد دیواره اولیه، با یکدیگر ارتباط برقرار می‌کنند.
این سوراخ با اتحاد دیواره اولیه با دیواره میانی بسته می‌شود و ارتباط بین دهلیزها از طریق سوراخی که در قسمت بالایی دیواره اولیه ایجاد می‌شود، دوباره برقرار می‌شود. این سوراخ به عنوان سوراخ بیضیforamen ovale شناخته می‌شود و تا زمان تولد باقی می‌ماند.
یک دیواره دوم، به نام دیواره ثانویهseptum secundum، به شکل هلالی، از دیواره بالایی دهلیز بلافاصله در سمت راست دیواره اولیه و سوراخ بیضی به سمت پایین رشد می‌کند.
کمی پس از تولد، با دیواره اولیه جوش می‌خورد و از این طریق سوراخ بیضی بسته می‌شود، اما گاهی اوقات این جوش خوردن ناقص است و قسمت بالایی سوراخ بازمی‌ماند. لبهٔ گودی بیضیlimbus fossæ ovalis نشان‌دهندهٔ لبه آزاد دیواره ثانویه است.
از هر شش یک جفت سیاهرگ ریوی خارج می‌شود. هر جفت برای تشکیل یک رگ واحد متحد می‌شوند و این رگ‌ها به نوبه خود در یک تنه مشترک به هم می‌پیوندند که به دهلیز چپ باز می‌شود.
پس از آن، تنه مشترک و دو رگ تشکیل‌دهندهٔ آن منبسط می‌شوند و دهلیز یا بخش بزرگتر دهلیز را تشکیل می‌دهند، این انبساط تا دهانه‌های چهار رگ می‌رسد، به طوری که در بزرگسالان هر چهار سیاهرگ به‌طور جداگانه به دهلیز چپ باز می‌شوند.